# Zahedan
Zahedan (perz. زاهدان; /zāhedān/) je grad u Iranu i sjedište pokrajine Sistan i Beludžistan. Smješten je na istoku pustinje Dašt-e Lut pokraj granice s Pakistanom i Afganistanom odnosno svega 40-ak kilometara od tromeđe gdje se spajaju tri države, a od glavnog grada Teherana udaljen je oko 1600 km. Iako u blizini grada postoje brojna arheološka nalazišta, povijest Zahedana kao grada počinje tek u 20. stoljeću. Većina stanovništva su Beludži, dok u manjine spadaju Paštunci, Sistanci i Brahui. Prema popisu stanovništva iz 2006. godine u Zahedanu je živjelo 567.449 ljudi.

## Poveznice
- Zračna luka Zahedan

## Vanjske poveznice
- (perz.) Službene stranice grada Zahedana

Ostali projekti
|  | Zajednički poslužitelj ima još gradiva o temi Zahedan |